# Fran Bartl
Fran Bartl, slovenski politik in delavski organizator, * 29. maj 1878, Ljubljana, † 5. februar 1920, Ljubljana.
Fran Bartl, po nekaterih podatkih rojen 29. maja 1873,  se je izučil krojaške obrti, a jo je zaradi bolehnosti opustil. V »Splošnem delavskem izobraževalnem in podpornem društvu« v Ljubljani se je izobrazil in se začel ukvarjati z delavskim političnim in strokovnim gibanjem v socialnodemokratičnem smislu. Bil je večkrat predsednik ali blagajnik izvršnega odbora Jugoslovanske socialno-demokratične stranke (JSDS). Načeloval je okrajni bolniški blagajni v Ljubljani ter bil odbornik Zveze bolniških blagajn v Trstu. Leta 1912 je na 8. zboru JSDS ostro nastopil proti češkemu separatizmu. Izdajal je časopis Delavec (1898) in bil 1897-1898 lastnik lista Svoboda, odgovorni urednik Rdečega prapora (1907-1911). Izdal je brošuro Prvi majnik 1910.